# Castel Mauer
Castel Mauer (Schloss Mauer in tedesco) si trova nel comune austriaco di Radstadt nel Distretto di Sankt Johann im Pongau appartenente al Land Salisburghese e la sua storia inizia nel XIV secolo.

## Storia

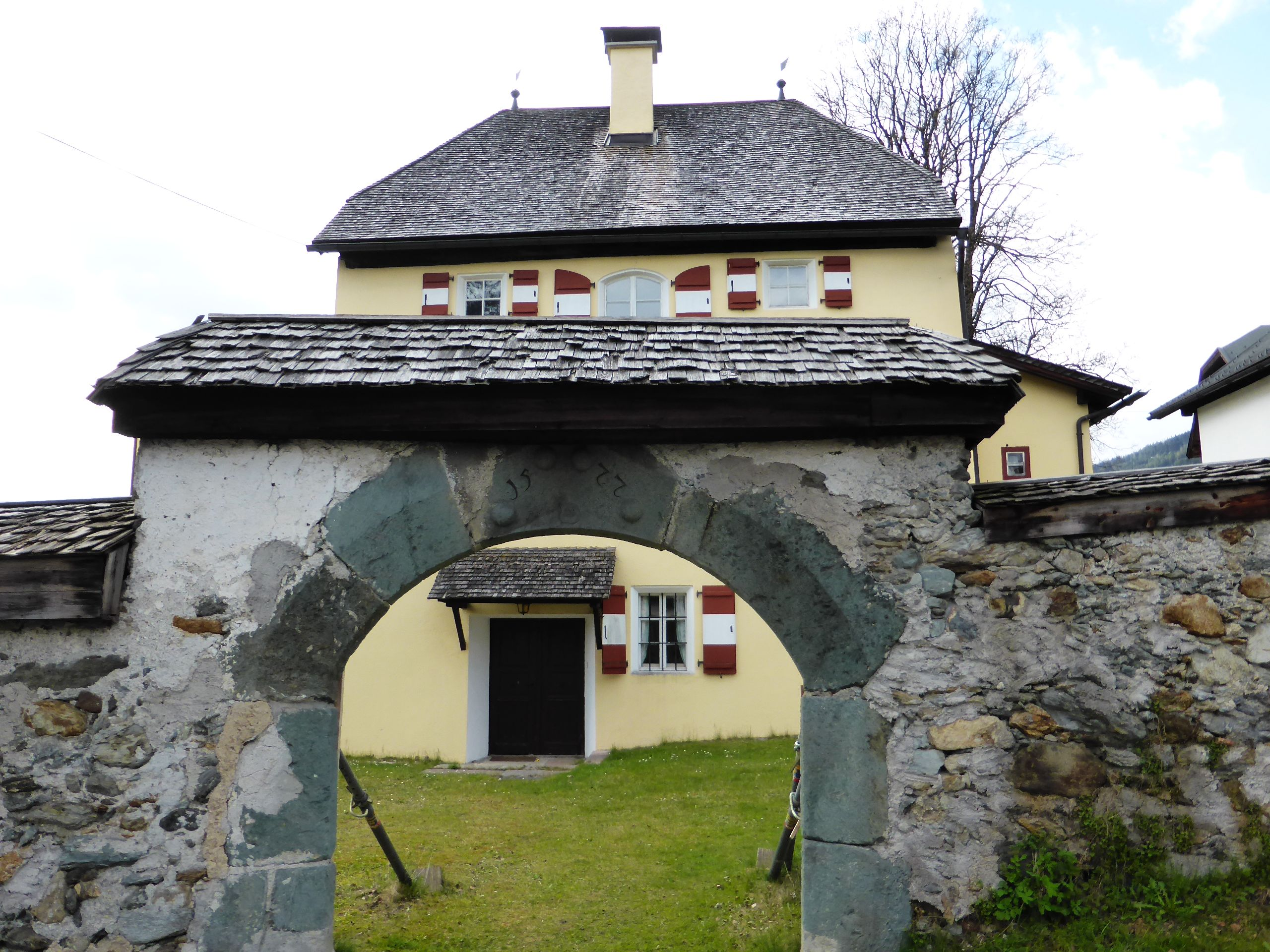
Ingresso alla tenuta del castello

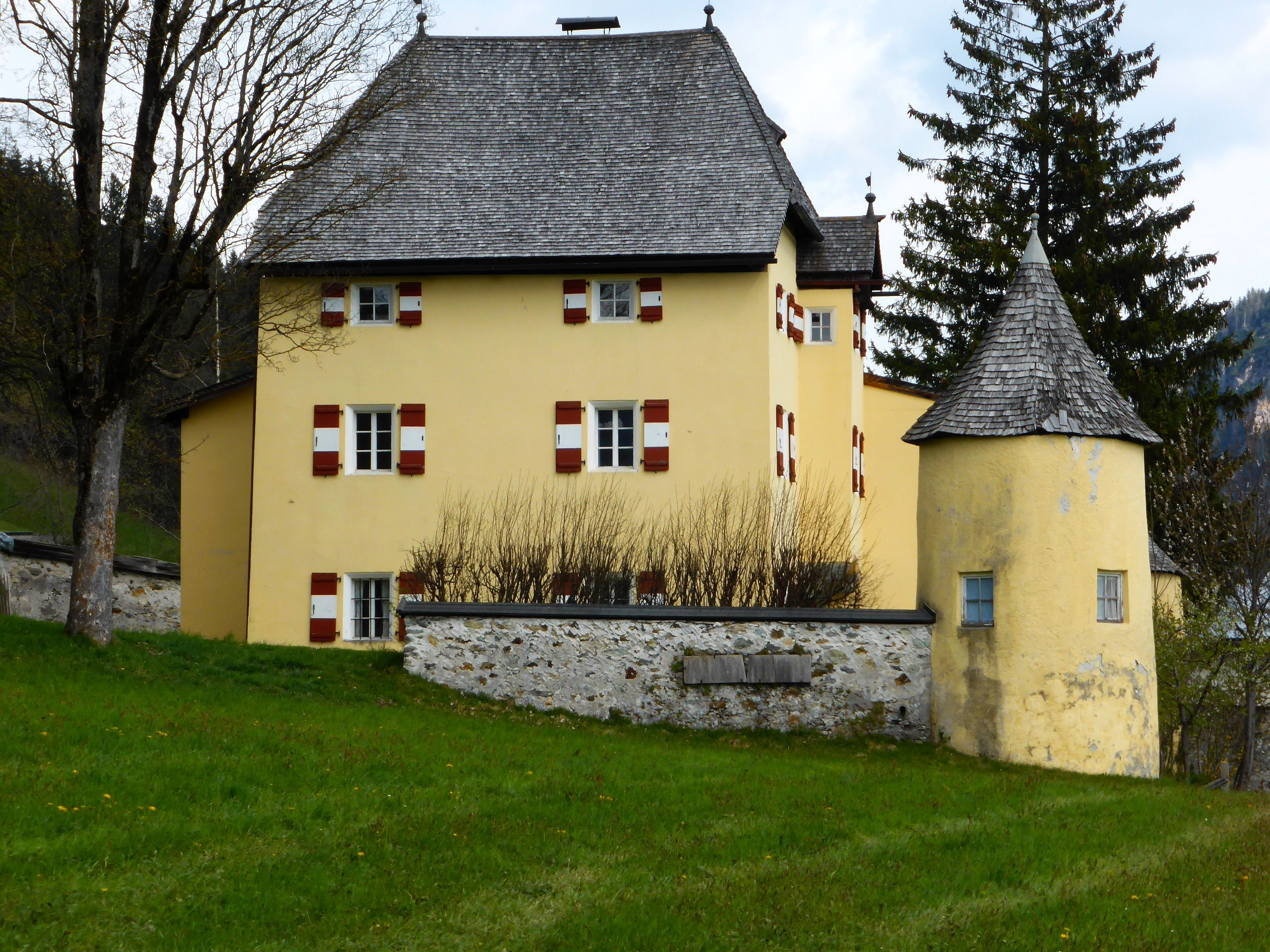
Edificio residenziale del castello con torre di difesa esterna sulla cinta muraria

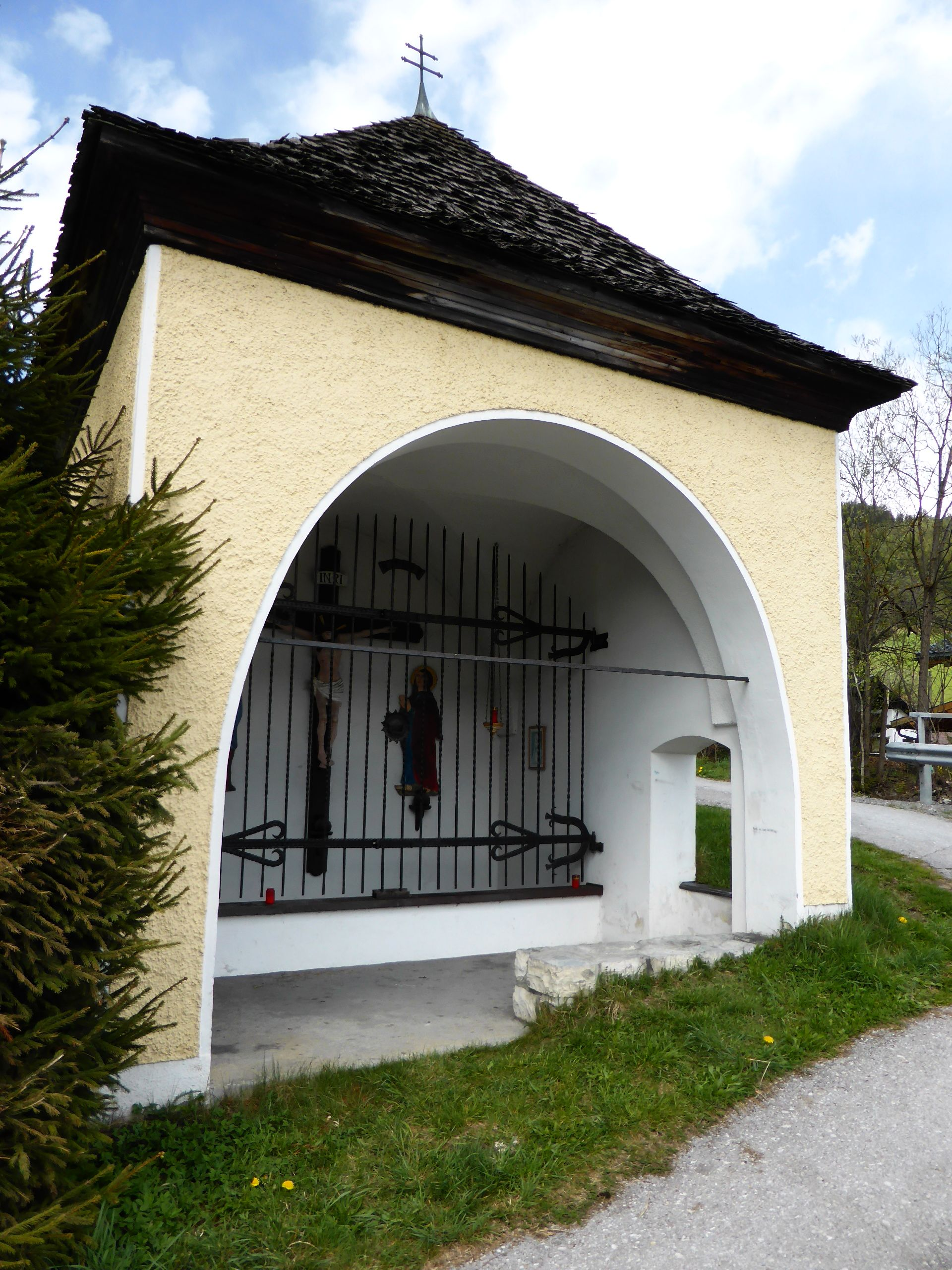
Cappella

Secondo i documenti conservati dal capitolo della cattedrale  di Radstadt Jakob von Mauer fu il primo ufficialmente in possesso della tenuta Mauer attorno al XIV secolo. Non è accertato che questo Jakob fosse lo stesso della famiglia Lungau. In origine sul sito probabilmente era stata edificata una torre difensiva con funzioni anche residenziali come normalmente accadeva nel Pongau. Successivamente la proprietà passò alla famiglia Graf. Nel 1344 Konrad Graf divenne giudice a Radstadt e suo figlio Heinrich nel 1370 acquisì il castello di Schernberg assumendo così il titolo nobiliare dall'estinta famiglia Schernberger. Verso la fine del secolo fu Konrad II von Schernberg a succedere come signore del castello e anche i suoi eredi mantennero questa prerogativa cominciando inoltre ad ampliare le loro proprietà allargandole alla casa del conte a Radstadt, al castello di Tandalier e al castello di Lerchen. Dopo un incendio del 1865 che danneggiò la struttura venne restaurato senza completare la cinta muraria. Dalla fine del XX secolo è proprietà privata.

## Descrizione
Castel Mauer si trova nell'abitato del comune austriaco di Radstadt nel Distretto di Sankt Johann im Pongau appartenente al Land Salisburghese ed è una residenza aristocratica particolarmente popolare tra i turisti e la gente del posto come soggetto fotografico anche se l'accesso non è libero essendo proprietà privata. Il castello è un edificio a tre piani parzialmente circondato dai resti della cinta muraria originale che conserva due torri circolari di difesa. Nel complesso sono presenti anche altre costruzioni di servizio e nel suo ridotto parco esterno si trova una piccola e semplice cappella.

### Bene architettonico tutelato
Castel Mauer in Austria è un bene sottoposto a tutela artistica col numero 24510.